# Галлицинберг
Галлицинберг (нем. Gallitzinberg) — 449-метровая гора Венского Леса, любимое место отдыха жителей венского района Оттакринг.

## История названия
В старину холм назывался «креслом проповедника» (Predigtstuhl) в честь литургии, которая проводилась здесь каждое 1 мая под сенью древнего дуба.
Ныне холм носит имя русского посланника, князя Д. М. Голицына, который в 1780 году выкупил лесные угодья на западе Вены у фельдмаршала Ласси и в своём охотничьем домике стал устраивать пышные приёмы для австрийской аристократии. Граф Е. Ф. Комаровский в своих записках рассказывает о приобретении горы иначе:

Князь Д. М. Голицын получил в подарок от императрицы Марии-Терезии, которая к нему была очень милостива, одну из окружавших Вену гор, называемую «Предих-Штуль». Он выстроил на оной прекрасный загородный дом, куда часто любил ездить и меня несколько раз туда приглашал.
В XIX веке новый владелец Галлицинберга, принц де Монлеар, сводный брат Карла Альберта, потребовал переименовать гору в честь своей жены-ирландки, Вильгельмины Фитцджеральд, в Вильгельминенберг (Wilhelminenberg). Однако власти отказались пойти ему навстречу.

## Достопримечательности

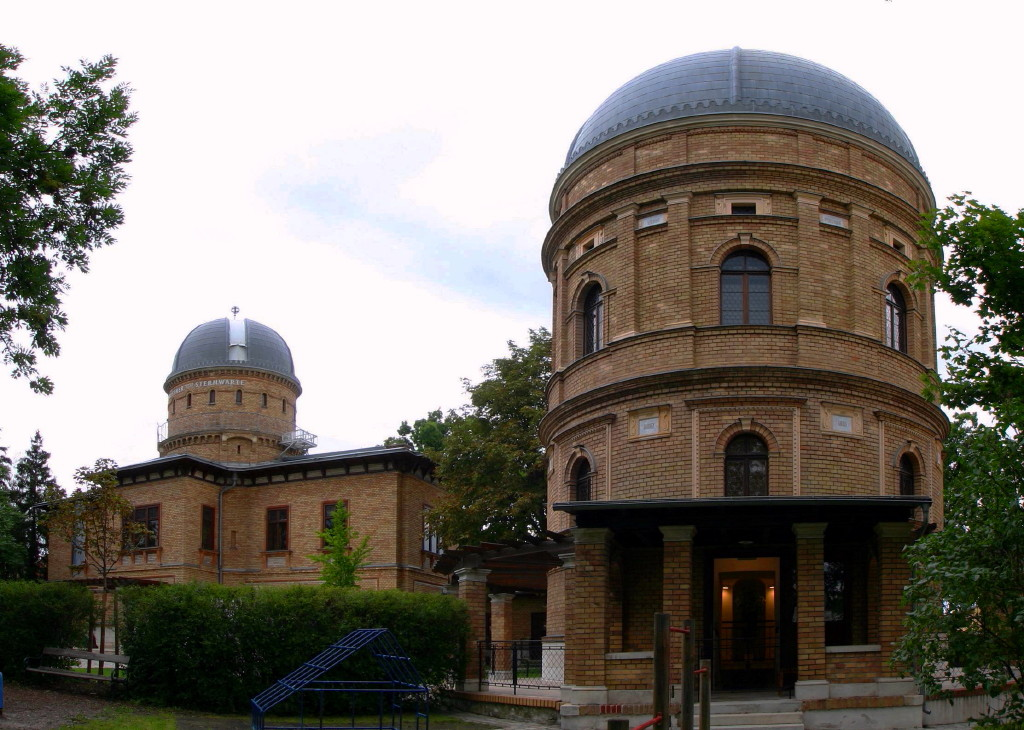
Обсерватория Куффнера

С ростом австрийской столицы и превращением Оттакринга из деревушки в жилой район Галлицинберг стал застраиваться особняками. Промышленник Мориц фон Куффнер выстроил здесь обсерваторию, которая позволяла любому венцу взглянуть через телескоп на звёзды. В честь 50-летия правления Франца Иосифа была выстроена 30-метровая наблюдательная площадка Jubiläumswarte («юбилейная башня»), откуда в хорошую погоду можно разглядеть Карпаты.
Ныне существующий дворец Вильгельминенберг выстроил в начале XX века эрцгерцог Леопольд Сальватор (1863—1931). После распада Австро-Венгрии в нём размещался сиротский приют, имевший мрачную репутацию (слухи об избиениях детей, педофилии и т. п.). Собрание тайного общества на вилле в Галлицинберге описано Шницлером в знаменитой «Новелле о снах», экранизированной Стенли Кубриком под названием «С широко закрытыми глазами».
На гору проложены два городских маршрута для прогулок, из Оттакринга и Хюттельдорфа.